# Amish
Amish (engelskt uttal: [ˈɑːmɪʃ]; pennsylvaniatyska: Amisch) är en anabaptistisk kristen grupp, omfattande drygt 401 000 människor 2024, boende främst i Pennsylvania, Ohio och Indiana i USA och i delar av Kanada. Amish-grupper strävar också efter att hålla en viss grad av separation från den icke-amish världen. De tar avstånd från moderniteter såsom diskmaskiner och telefoni. Icke-amish människor kallas generellt för "English" och utomstående influenser beskrivs ofta som "världsliga". 
Amish-kyrkogemenskapen uppstod ur en schism i Schweiz bland de schweiziska och elsassiska anabaptisterna 1693 som leddes av Jakob Ammann. I början av 1700-talet emigrerade amish- och mennoniter till Pennsylvania, där de har sin huvudsakliga hemvist. De flesta har pennsylvaniatyska som modersmål, men i Indiana förekommer också alemanniska dialekter. 2023 bodde över 377 000 amish i USA, och 6 000 i Kanada. 

## Historia
Jacob Amman bildade en grupp som lämnade mennoniterna som de ansåg blivit för världsliga. På grund av förföljelse i Europa kom de att emigrera till USA på 1700-talet och 1800-talet.
Med varandra talar de pennsylvaniatyska, som är ett germanskt språk och/eller en distinkt tysk dialekt, och under sina religiösa sammankomster (som sker hos varandra, eftersom kyrkobyggnader inte finns) talar de gammaldags tyska, men för att kunna fungera i samhället lär de sig även engelska.
Flera amish-samhällen som etablerades i Nordamerika förpassade successivt sin ursprungliga amish-identitet på 1800-talet, vilket resulterade i nya förgreningar, till exempel "Old Order Amish", "New Order Amish" och "Beachy Amish".

## Levnadssätt

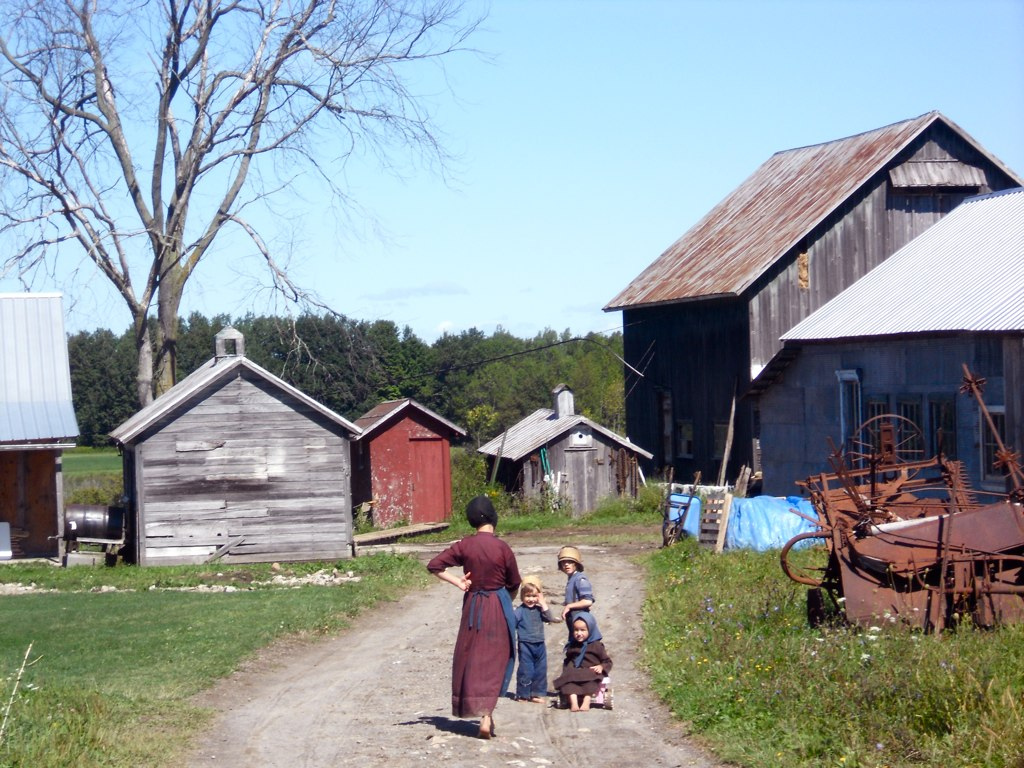
Amish-gård i Morristown, New York.

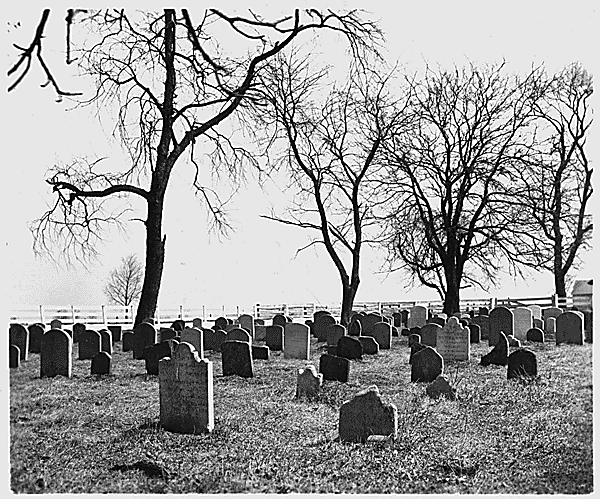
En amish-begravningsplats i Lancaster County, Pennsylvania.

Karakteristiskt för amish är att de anser att den tekniska utvecklingen har gått för långt och därför lever de på ett sätt som många gånger ter sig ålderdomligt. 
Jordbruk bedrivs till exempel ungefär på samma sätt som på 1800-talet, likaså husbyggnation och annan verksamhet. Klädseln är ålderdomlig och baseras på färgerna svart och vitt beroende på vilken order Amish man tillhör.
Amishsamhällen strävar efter att vara självförsörjande på det mesta och de köper oftast ny mark med kontanter, eftersom de motsätter sig lån. Försäkringar är inte tillåtna. Den som råkar illa ut kan istället räkna med att få hjälp av sina grannar och vänner. Elektricitet och förbränningsmotorer används bara i undantagsfall.
Amishbarnen slutar skolan efter årskurs 8. Detta mot bakgrund av att det inte anses krävas vidarestudier för att klara livet på en amish-farm.
Det finns cirka 40 olika amishsamhällen och det skiljer sig mellan de olika samhällena hur strikta reglerna är. De mest stränga anses vara Swartzentruber Amish.
Amishfolket kör inte bil utan använder häst och vagn (buggy). Olika amishgrupper har olika färg på sina vagnar. Den vanligaste färgen är svart som används av Amish i Nordvästra USA, Ohio (t.ex i Holmes county), Pennsylvania och Delaware. Gråa vagnar används mest av Amish tillhörande Lancaster Amish och deras systergrupper (t.ex grupper i södra Maryland, Indiana och New York). Bruna vagnar körs mest av de som bor kring New Wilmington, Pennsylvania och systergrupper i Montgomery County, New York. Vita vagnar körs mest av de som tillhör Nebraska Amish som mest finns kring Mifflin County, Pennsylvania och i Ohio. Gula vagnar används av Byler Amish som också finns i Mifflin County. Det finns även ljusgula vagnar som körs av en liten grupp Amish i Enon Valley, Pennsylvania.

## I kulturen
I samband med den Oscarsbelönade filmen Vittne till mord (1985) ökade det allmänna intresset för och kännedomen om amishkulturen.

## Befolkning

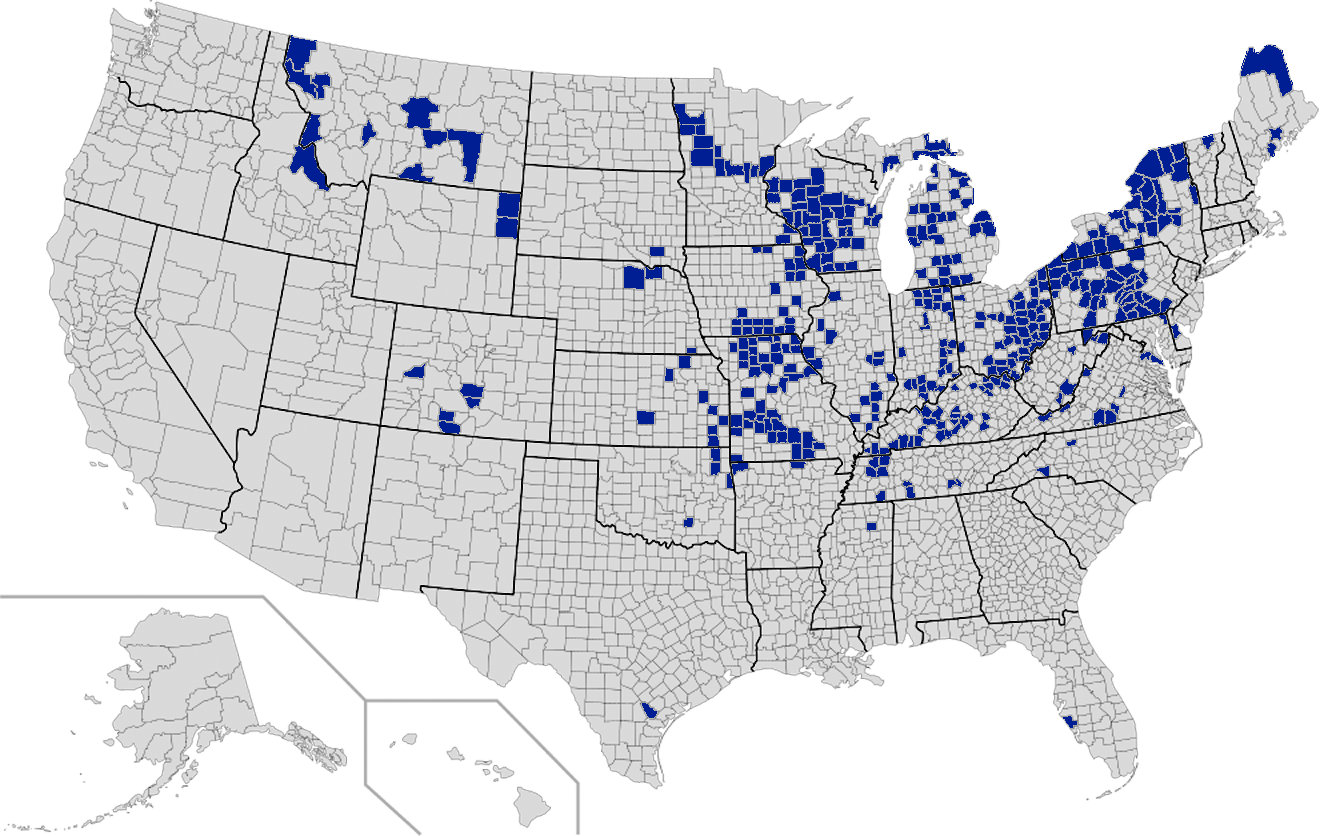
Större amish-grupper finns framför allt i de nordöstra delstaterna.

Amish-befolkningen är en av de snabbast växande befolkningarna i världen, med i genomsnitt sju barn per familj på 1970-talet och en total fertilitet på 5,3 barn per kvinna under 2010-talet. Befolkningsprognoser har gjort gällande att befolkningen kommer att växa kraftigt, vid början av 2100-talet kommer gruppen räkna 5,6 miljoner medlemmar. Detta mot bakgrund av den höga fruktsamheten.
I delstaterna Indiana, Pennsylvania och Ohio tillhör mer än 0,5 % av befolkningen amishfolket.

## Hälsa
Inom amish-samhället är vissa sjukdomar mer utbredda på grund av att nästan alla kan härleda sin härkomst till ett par hundra individer från 1700-talet. Detta innebär att vissa recessiva anlag blir mer framträdande och synliga, vilket är ett exempel på grundareffekt. De har också en mer varierad tarmflora än andra grupper och färre allergier.